# Argyresthia bonnetella
Argyresthia bonnetella là một loài bướm đêm thuộc họ Yponomeutidae. Nó được tìm thấy ở châu Âu.
Sải cánh dài 9–11 mm. Con trưởng thành bay từ tháng 7 đến tháng 9. .
Ấu trùng ăn Crataegus.

## Hình ảnh

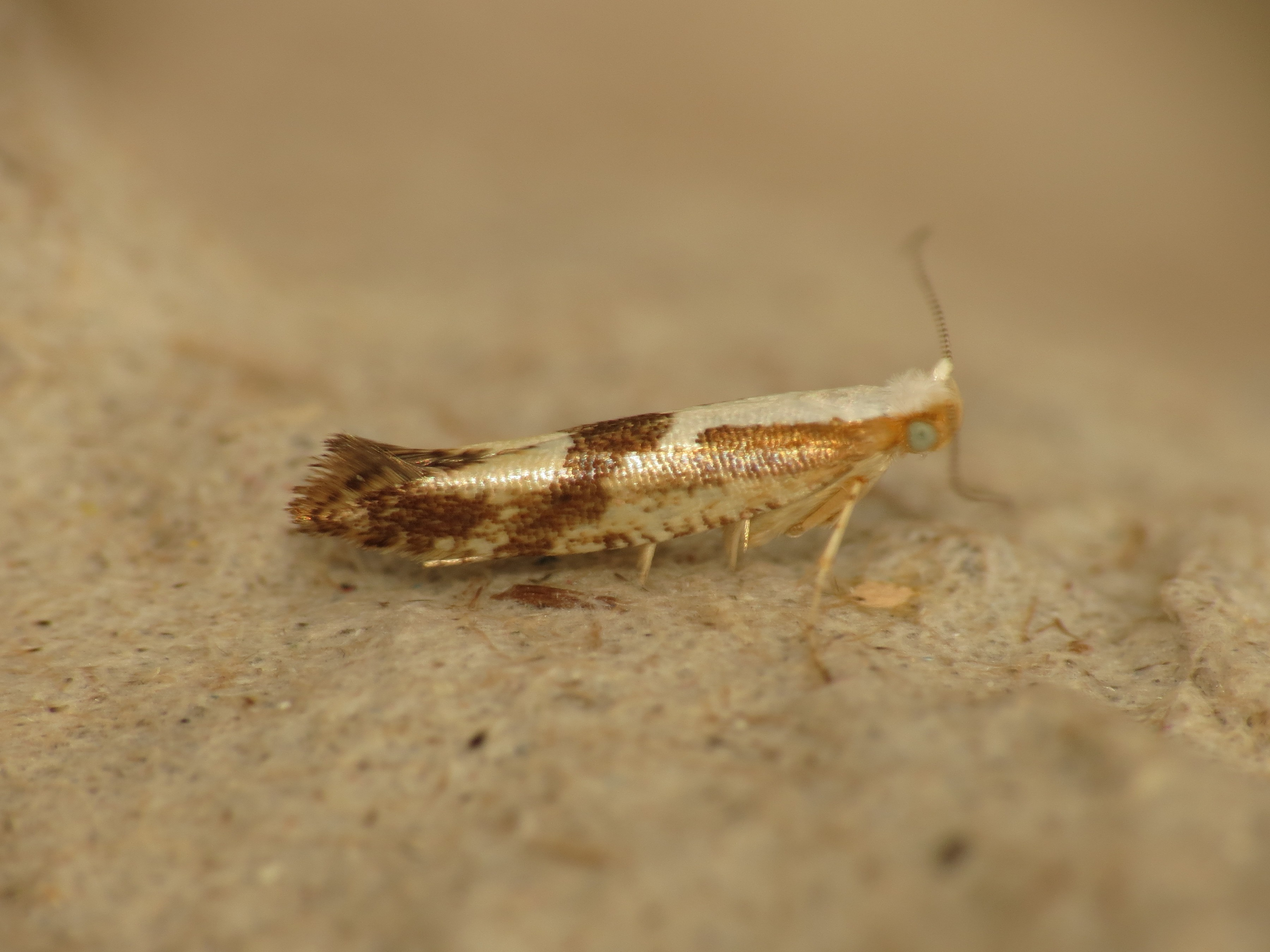
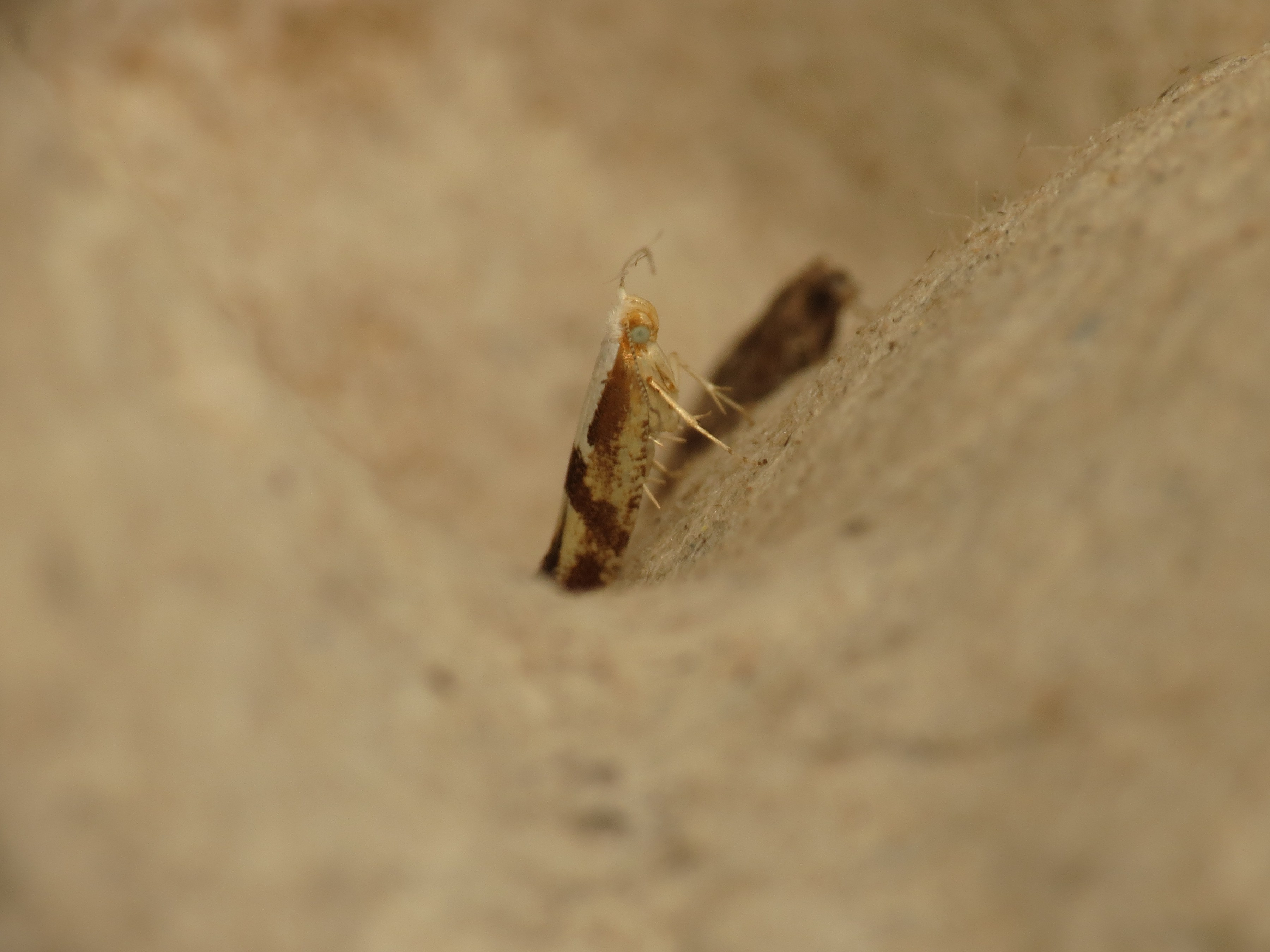